# Tilzapota
Tilzapota är en ort i Mexiko.   Den ligger i kommunen Atzalan och delstaten Veracruz, i den sydöstra delen av landet, 210 km öster om huvudstaden Mexico City. Tilzapota ligger 593 meter över havet och antalet invånare är 460.
Terrängen runt Tilzapota är huvudsakligen kuperad, men söderut är den bergig. Runt Tilzapota är det ganska tätbefolkat, med 93 invånare per kvadratkilometer. Närmaste större samhälle är Tlapacoyan, 8,6 km norr om Tilzapota. I omgivningarna runt Tilzapota växer i huvudsak städsegrön lövskog.